# Nchanga Stadium
Nchanga Stadium ist das Mehrzweckstadion der Stadt Chingola in der Provinz Copperbelt in Sambia. Es wird zumeist für Fußballspiele der Nchanga Rangers, aber auch für politische Veranstaltungen genutzt. Das Stadion bietet Platz für 20.000 Zuschauer. Es ist benannt nach dem Nchanga-Kupferbergbaugebiet, das 30 Kilometer südöstlich von Chingola liegt.